# Frente Revolucionario Antifascista y Patriota
El Frente Revolucionario Antifascista y Patriota (FRAP), también aparece como Frente Revolucionario Antifascista y Patriótico, fue una organización terrorista española de carácter comunista, antifranquista y republicana, aunque hay autores que la definen más como una «organización armada» o de «violencia revolucionaria». Apoyada por una ideología mayoritaria marxista-leninista, surgió a principios de los años setenta, al final de la dictadura de Francisco Franco. Tenía como objetivos principales la derrota de la dictadura mediante la ruptura, la expulsión del imperialismo estadounidense en España y la instauración de una República popular, socialista marxista y confederal a través de un movimiento insurreccional.
Tuvo su origen en una reunión en 1971, celebrada poco después del proceso de Burgos, aunque no se organizó formalmente hasta 1973. Ese año, tras el asesinato de un subinspector de la policía secreta en unos enfrentamientos entre la policía y unos manifestantes, el Comité Pro-FRAP declaró que la acción violenta formaría parte de su estrategia de oposición y respuesta a la dictadura. Era un movimiento armado con un peso en militancia, a nivel general español, superior a cualquier otro, y en miembros capturados por el Régimen Franquista, aportaba un número de presos políticos cautivos en las cárceles de la dictadura que sólo era superado por la de los militantes y simpatizantes penados del PCE.
El FRAP fue resultado de la confluencia de varios grupos, entre otros la Federación Universitaria Democrática Española (FUDE) y la Oposición Sindical Obrera (OSO), y alentados por el Partido Comunista de España marxista-leninista (PCE m-l) liderado por Elena Ódena (seudónimo de Benita Ganuza) y Raúl Marco. La única organización ajena —de poca importancia— era el Frente Español de Liberación Nacional, de Julio Álvarez del Vayo, exministro y exdiputado del Partido Socialista Obrero Español (PSOE) durante la Segunda República española, nombrado presidente del FRAP en 1975, poco antes de su muerte. Muchos de sus simpatizantes y militantes sufrieron arrestos y torturas por parte de la dictadura y tres militantes fueron parte de los últimos fusilados por la dictadura. El PCE (m-l) y el FRAP participaron activamente contra la dictadura de Franco durante 1973 y 1975, con más presencia en algunas universidades y algunos barrios de grandes ciudades. El FRAP sufrió una gran crisis en 1976 por no compartir muchos de sus militantes sus acciones violentas. Tras el fin de la dictadura, se volvió marginal y se disolvió por orden del PCE (m-l) en 1978. Varios políticos actuales han sido miembros del FRAP, entre ellos el imputado por corrupción Rafael Blasco, miembro del PSOE y posteriormente del Partido Popular.
La Policía Nacional atribuye al FRAP el asesinato de cinco policías.
En 1978, los miembros de Frente Revolucionario Antifascista y Patriota y Partido Comunista de España (marxista-leninista) contrarios a dejar la lucha armada se integraron en los Grupos de Resistencia Antifascista Primero de Octubre (GRAPO) y Partido Comunista de España (reconstituido).

## Historia

### Antecedentes
El partido político PCE (m-l) fue la primera escisión en el exilio del Partido Comunista de España (PCE) en 1964, después de la guerra civil española. El PCE (m-l) acusaba al PCE de traición y de pasar a formar parte del régimen por su actitud no revolucionaria. Este sector de militantes comunistas, rechazaba la política de reconciliación nacional que promovía Santiago Carrillo, para así conseguir un final pacífico del régimen franquista, aceptando incluso acuerdos con organizaciones de la propia dictadura. Sin embargo, el PCE (m-l) mantenía que la conquista de las verdaderas libertades democráticas en España «sólo vendría de un mayor impulso de la lucha, de la radicalización y de la capacidad popular para imponer su solución democrática y republicana frente al horizonte monárquico y continuista que se preparaba». Desde su nacimiento, el PCE (m-l) alentó la táctica de formar un frente o un bloque unitario en sus conceptos políticos de lucha contra la dictadura.
El PCE (m-l), considerado prochino e inspirándose en una de las estrategias de los métodos del gobierno de Mao Zedong en China, crea el Frente Democrático Nacional Revolucionario (FDNR), antecedente del FRAP, donde pretendía aglutinar desde campesinos a intelectuales y burgueses a una revolución con carácter «democrático nacional, antiimperialista, antimonopolista y antilatifundista». La visita de Santiago Carrillo como líder del PCE en 1970 a China, alejó al PCE (m-l) del país y su líder, y que en 1970 tras la ruptura de la Albania socialista, liderada por Enver Hoxha con China el FRAP decidió alejarse de Mao Zedong y tener como único país socialista aliado internacional a la República Socialista Popular de Albania. 
Por otra parte, el político republicano del PSOE durante la Segunda República Española, Julio Álvarez del Vayo, después de la guerra civil se exilió en Francia, México, Estados Unidos y Suiza, desarrollando una intensa actividad como escritor, publicista y político frente a un sector del PSOE encabezado por Ramón González Peña, Ramón Lamoneda, Juan Negrín. En 1946, fue expulsado junto al resto de los miembros de su grupo del PSOE, por no cumplir el mandato de unificar los distintos grupos grupos socialistas que existían en el exilio en ese momento. Fundó junto a Indalecio Prieto y Rodolfo Llopis la Unión Socialista Española de la que fue presidente de 1951 a 1964, y en 1964 fue promotor del Frente Español de Liberación Nacional (FELN), aunque eran organizaciones relativamente poco influyentes y activas, tanto en el exilio como en la oposición antifranquista en España. Álvarez del Vayo, fue invitado por primera vez por el gobierno de la República Popular China en 1957, repitiendo en 1961, 1967 y 1973, que recogió en sus obras: Reportaje en China (1958) y China Vence (1964).
En 1968, se escindió del PCE otro grupo de militantes que acusaba también de «revisionistas» no solo al PCE, sino también a la URSS y a los partidos que la apoyaban formado la Organización Marxista-Leninista de España (OMLE). La OMLE se disolvería en 1975 surgiendo de ahí el Partido Comunista Español reconstituido (PCE r) y lo que constituiría su organización armada en 1975: los Grupos de Resistencia Antifascista Primero de Octubre (GRAPO).
En un contexto internacional, durante estos años se multiplica la aparición de partidos y organizaciones de ideología marxista que apoyan las acciones violentas como arma política, como el Frente de Liberación de Quebec (Canadá), la Fracción del Ejército Rojo (Alemania), las Fuerzas Armadas Revolucionarias de Colombia (Colombia), el Frente Sandinista de Liberación Nacional (Nicaragua) o el Ejército Rojo Japonés (Japón).

### El Juicio de Burgos y la reunión en París en 1971

Una de las banderas utilizadas por el FRAP, utilizando la bandera de la Segunda República española.

El 3 de diciembre de 1970 se celebró el Proceso de Burgos, un consejo de guerra que condenaba a muerte a dieciséis militantes de ETA, que sirvió como juicio popular contra el régimen tanto en el país como en el extranjero, que obligó a anular las condenas a muerte. El dictador Franco contaba con 78 años y sufría de párkinson, se había producido el escándalo del caso Matesa, y había una pugna entre los falangistas con ideas más retrógradas y dispuestos a emplear la violencia para defender el régimen y los pragmáticos que apostaban por adoptar reformas leves, abrir el país al capitalismo y a integrarse en acuerdos exteriores para dar cierta apertura y seguridad al régimen. En septiembre se habían firmado los Acuerdos de Amistad y Cooperación con Estados Unidos y el Acuerdo Comercial Preferencial con la CEE, y Franco recibió la visita de Richard Nixon y Henry Kissinger.
Un año antes, ocurrieron manifestaciones estudiantiles en las Universidades de Barcelona, Madrid, y la muerte del estudiante Enrique Ruano cuando se hallaba detenido por la policía. Al finalizar el año, el Tribunal de Orden Público condenó a la suma de 223 años de cárcel en total a 93 militantes de partidos políticos, todavía ilegales. La represión también alcanzó al Colegio de Abogados, sufriendo una deportación interna Gregorio Peces-Barba, Juan María Bandrés, Miguel Castells y Elías Ruiz-Ceberio, quienes luego ejercerían como abogados en el Proceso de Burgos. En 1970, se llevaron a cabo más de 1500 huelgas, con más de 400.000 huelguistas en el País Vasco, Barcelona, Asturias, Madrid, Sevilla y Granada. En esta última ciudad tres trabajadores de la construcción fueron asesinados por la policía al disolver una manifestación.
El 23 de enero de 1971, en un piso en París propiedad del dramaturgo estadounidense Arthur Miller, amigo personal de Álvarez del Vayo, y en el que residía circunstancialmente en compañía de su esposa, Luisa Graa, se creó el comité Pro-FRAP. Reunidos entre otros, Elena Odena líder del PCE (m-l) y Álvarez del Vayo, se concretaron los seis puntos programáticos en los que se basaría el FRAP que se recogieron en la publicación llamada ¡Acción! número 1 de marzo de 1971:

1. Derrocar la dictadura fascista y expulsar al imperialismo estadounidense de España mediante la lucha revolucionaria.
2. Establecimiento de una República Popular y Federativa que garantice las libertades democráticas y los derechos para las minorías nacionales.
3. Nacionalización de los bienes monopolísticos y confiscación de los bienes de la oligarquía.

4. Profunda reforma agraria sobre la base de la confiscación de los grandes latifundios.

5. Liquidación de los restos del imperialismo español.

6. Fundación de un Ejército al servicio del pueblo.

### Comités Pro-FRAP y creación del FRAP
Entre 1971 y 1973 se formó una amplia red de comités pro-FRAP impulsados en el mes de abril de 1973 con la celebración del primer congreso del PCE (m-l) en Italia. El partido acordó lo siguiente:

En la etapa actual de la revolución, los objetivos del FRAP, plasmados en sus seis puntos... se conjugan con los del Partido. El FRAP y el Partido tienen en esta fase objetivos inmediatos comunes, que lo son también a todos los explotados o perjudicados por el yanqui-franquismo. Por ello, en el FRAP tienen cabida todas las fuerzas, sectores, capas y clases que son, en una u otra forma, oprimidas o explotadas por la oligarqula y el imperialismo yanqui y que quieren sacudirse ese yugo.
I Congreso del PCE (m-l), Italia (1973)

La constitución formal del FRAP tuvo lugar el 24 de noviembre de 1973, en una Conferencia Nacional celebrada en París, en la que Julio Álvarez del Vayo fue elegido su presidente, como cuatro vicepresidentes entre ellos Elena Odena y Vicente Pérez Plaza, además de ratificar sus puntos programáticos. La declaración fue firmada por diversas organizaciones, casi todas ellas ligadas al PCE (m-l) o cercanas ideólogicamente, con la presencia de sus miembros en los consejos y comités de todos ellos:
- Partido Comunista de España (marxista-leninista) (PCE m-l)
- Oposición Sindical Obrera (OSO)
- Unión Popular del Campo (UPC)
- Unión Popular de Mujeres (UPM)
- Federación Universitaria Democrática Española (FUDE)
- Federación de Estudiantes de Enseñanza Media (FEDEM)
- Unión Popular de Artistas (UPA)
- Juventud Comunista de España (marxista-leninista) (JCE m-l)
- Unión Socialista Española (USE)
- Fracción marxista-leninista del Movimiento Comunista (MC)
- Nova Germania (antiguo Moviment Democràtic del Poble Valencià)

Desde sus orígenes protagonizó múltiples acciones contra la dictadura y denunció abiertamente la política, calificada de revisionista, seguida por la dirección del PCE y su entonces secretario general Santiago Carrillo, acusados de haberse apartado de la teoría y de la praxis marxista, cayendo en un denominado "reformismo posibilista", con el objetivo de llegar a compromisos con sectores de la dictadura franquista. También denunció la desestalinización de la Unión Soviética, calificando al renovado régimen soviético de "social-imperialista", al tiempo que tomaba como modelos la Unión Soviética de Stalin, apoyándose ideológicamente en los regímenes de la República Popular de Albania y la República Popular China, esta última hasta la muerte de Mao Zedong en 1976.
Hacia 1973 funcionaban con regularidad organizaciones promovidas por el FRAP entre el profesorado, la Unión Popular de Profesores Demócratas (UPPD), y entre los artistas e intelectuales, la Unión Popular de Artistas (UPA), cuya participación en las huelgas de actores de los últimos años del franquismo sería de gran importancia junto con su publicación, Viento del Pueblo, realizada clandestinamente en Madrid a serigrafía y a varios colores. En Viento del Pueblo colaboró anónimamente el dramaturgo Alfonso Sastre, entre otros, con algunas de sus poesías satíricas dedicadas al príncipe sucesor Juan Carlos de Borbón.[cita requerida]

### El Primero de mayo de 1973
En España la situación política y social estaba cada vez más radicalizada. A principios de abril había muerto un manifestante por disparos de la policía en San Adrián de Besós, y había desencadenado huelgas de solidaridad por toda Cataluña. El 1 de mayo de 1973 tuvo lugar la primera acción violenta del Comité pro-FRAP, cuando en las manifestaciones del Día Internacional de los Trabajadores en Madrid convocadas por el PCE (m-l) liderado por Elena Ódena, desde Suiza y el Comité Coordinador pro-FRAP, fue asesinado Juan Antonio Fernández Gutiérrez de 21 años y subinspector de la Brigada Político-Social (BPS).
La ciudad había sido tomada por la policía que previamente semanas antes había realizado arrestos por repartir propaganda o militancia. A diferencia de otras manifestaciones, esta vez la consigna fue hacer frente a la policía y no rehuir los choques con ellos. Acudieron también miembros de extrema derecha llamados Guerrilleros del Cristo Rey para enfrentarse a los manifestantes. El comité Pro-FRAP organizó un servicio médico, en varias casas, para atender a los heridos en la manifestación. El subinspector de la Brigada Político-Social, Juan Antonio Fernández Gutiérrez, fue apuñalado en los enfrentamientos entre la policía y los manifestantes en las cercanías de la Estación de Atocha. Aunque en un principio se calificó el acto como un delito común, al margen de los convocantes, fue la propia FRAP quien reconoció la autoría y declaró la acción terrorista como respuesta y solución para enfrentarse al régimen franquista por actos de violencia callejera. 
Esto tuvo una respuesta contundente del estado y fueron encarcelados cientos de militantes del FRAP, además de utilizarse por una parte del régimen, con el militar Carrero Blanco al frente como jefe del Gobierno, para emplear una acción policial y estatal más represiva y dura, no dispuesta al diálogo y a la apertura de ningún tipo. El 25 de agosto fue detenido como militante del FRAP por la Guardia Civil un encofrador de Reus de 23 años, Cipriano Martos, acusado de repartir propaganda y realizar pintadas junto a otras personas. Tras ser arrestado, tras sufrir torturas por la policía, murió el 17 de septiembre por «hemorragia interna» provocada por la ingesta de ácido sulfúrico y gasolina similar a la composición de un cóctel molotov.
El 20 de diciembre de 1973 se produce el asesinato de Carrero Blanco por parte de ETA, provocando un gran impacto social y político por la muerte repentina y violenta del jefe del Gobierno, dando todo el protagonismo a ETA, como el principal y más peligroso grupo terrorista. De esta acción, y del creciente malestar social contra la dictadura, el PCE (m-l) saca la conclusión de que existe en el país un amplio movimiento revolucionario que apoyará el cambio de régimen y que es necesario ayudar para evitar la coronación del rey Juan Carlos I. Sin embargo, la realidad era que una gran parte de la población se mostraba inactiva y gran parte de la oposición antifranquista, entre ellos el principal partido comunista, el PCE, no se mostraba de acuerdo en seguir la vía revolucionaria.
El 25 de abril de 1974 se producía en el país vecino, Portugal, la conocida como Revolución de los Claveles, donde el ejército provoca la caída de la dictadura salazista y libera presos políticos como 

socialistas y 
comunistas, lo cual era visto por el franquismo como inquietante y preocupante por la rapidez de los acontecimientos. El 13 de septiembre se producía el atentado de la cafetería Rolando por un grupo de ETA, muriendo trece personas y más de medio centenar de heridos, que tuvo serias consecuencias en el gobierno y en el PCE, acusado de colaborar con el terrorismo.

### La crisis del franquismo, torturas, atentados y fusilamientos en 1975
El 2 de marzo de 1974, se produjeron protestas y huelgas con motivo de la ejecución mediante el brutal método del garrote vil, del anarquista Salvador Puig Antich. El FRAP radicalizó su discurso y atacó al PCE, especialmente a Santiago Carrillo como líder del principal partido comunista, por estar «al servicio de la oligarquía».
En abril se reunió el comité permanente del FRAP donde Álvarez del Vayo fue elegido presidente y sobre todo, se anunció el momento de «pasar a organizar acciones armadas de carácter limitado y de elevar de manera general la lucha revolucionaria». La respuesta en la calle no tenía éxito y se cambió de estrategia. FRAP comenzó una ofensiva de atentados y acciones de baja intensidad en Madrid, Barcelona y Valencia, entre ellos robos de armas, atracos, atentados contra empresarios con conflictos laborales, ataques contra policías, militares o un ataque con una bomba durante una manifestación del Primero de Mayo cerca del estadio Santiago Bernabéu.
Como consecuencia de la experiencia con esta primera oleada, se organizó una segunda oleada de ataques como objetivo policías. El 14 de julio de 1975, un comando del FRAP asesina de ocho disparos de bala a Lucio Rodríguez Martín, agente de la Policía Armada con un año de antigüedad en el cuerpo que prestaba servicio de vigilancia en las oficinas de la compañía Iberia. El 19 de julio el FRAP perpetró otro atentado contra el policía Justo Pozo Cuadrado, al que alcanzaron con cinco disparos, pero sobrevivió al atentado. El 16 de agosto varios miembros del FRAP asesinan a un teniente de la Guardia Civil, Antonio Pose Rodríguez. El teniente regresaba a su casa tras terminar su jornada, tras aparcar y bajarse de su vehículo, varios jóvenes se acercaron, le hicieron varias puñaladas y dispararon dos veces en la cabeza con una escopeta.
El 26 de agosto de 1975, tras los atentados de ETA, FRAP y otros grupos extremistas, el gobierno de Carlos Arias Navarro aprobó una dura ley antiterrorista mediante el Decreto-Ley 10/1975, que permitía al siguiente día el cierre de semanarios como Destino, Posible o Cambio 16, y ampliaba la pena de muerte. Se dirigía contra:

"los grupos u organizaciones comunistas, anarquistas, separatistas y aquellos otros que preconicen o empleen la violencia como instrumentos de acción política y social (...) y a quienes, por cualquier medio, realizaren propaganda de los anteriores grupos u organizaciones que vaya dirigida a promover o difundir sus actividades, se les impondrá una pena correspondiente a tal delito en su grado máximo (...) los que, públicamente, sea de modo claro o encubierto, defendieren o estimularen aquellas ideologías ... serán castigados con la pena de prisión menor, multa de cincuenta mil a quinientas mil pesetas e inhabilitación especial para el ejercicio de funciones públicas y para las docentes, públicas o privadas"

Se fueron produciendo decenas de arrestos en diferentes ciudades por terrorismo por militancia o simpatizantes de grupos opuestos al franquismo. En su edición del 5 de septiembre de 1975, el diario La Vanguardia Española relacionaba entre los 36 miembros detenidos al que posteriormente sería presidente del Movimiento contra la Intolerancia, Esteban Ibarra, y en su edición de 2 de junio de 1976 otra nota de la policía notificaba la detención de Rafael Blasco Castany, más tarde consejero de la Generalidad Valenciana primero por el PSOE y más adelante por el Partido Popular.
A tres miembros de ETA condenados a muerte en el llamado Juicio de Burgos, a los que se unieron en el mes septiembre ocho miembros del FRAP se les aplicó la ley anterior con efecto retroactivo y por ello fueron condenados a muerte. El 19 de septiembre por el asesinato del policía Rodríguez, el Consejo de Guerra condenó a muerte a Manuel Antonio Blanco Chivite, Vladimiro Fernández Tovar y José Humberto Baena Alonso, además de una condena a 20 años de reclusión. Por el asesinato del teniente de la Guardia Civil Antonio Pose fueron condenados a muerte, también por un Consejo de Guerra, Ramón García Sanz, Manuel Cañaveras de Gracia, José Luis Sánchez-Bravo, Concepción Tristán y María Jesús Dasca, además de seis indultos de las once personas condenadas, dos de las cuales eran mujeres embarazadas. Sin embargo, las condenas propuestas todavía tendrían que ser ratificadas por el capitán general de la I Región Militar.
Y, finalmente, el sábado 27 de septiembre, de los cinco autores del asesinato en distintos grados de Pose, dos, Ramón García y Sánchez-Bravo, fueron ejecutados. De los tres, por la muerte de Lucio Rodríguez, sería fusilado José Humberto Baena. Al margen de estas condenas, ese mismo días dos miembros de ETA político-militar: Juan Paredes Manot y Ángel Otaegui fueron también fusilados.
Por la muerte de Juan Ruiz Muñoz, fueron detenidas cinco personas: Miguel Sánchez Gómez, José M. Jurado Pérez, Lorenzo Jurado Pérez, Francisca Molinos Barrios y Antonio López Quero. Jurado Pérez fue considerado autor material del asesinato pero, tras dos años en prisión preventiva en la cárcel a la espera del juicio, fue beneficiado con la amnistía. En octubre de 1977 quedó en libertad junto a otras 27 personas.
Los polémicos fusilamientos, con amplias sospechas de torturas y sin respetarse los derechos humanos, tuvieron lugar el 27 de septiembre de 1975 y fueron los últimos de la dictadura. Las manifestaciones de rechazo y condena del régimen franquista fueron numerosas en todo el mundo, acentuando el aislamiento internacional del régimen franquista. Hasta 17 embajadores abandonaron sus sedes diplomáticas en Madrid como medida de protesta, mostraron su disconformidad el papa Pablo VI, el primer ministro sueco Olof Palme o el presidente mexicano Luis Echevarría, el mismo día se produjeron asaltos y saqueos en la embajada española en Lisboa o Viena y una manifestación en los campos elíseos de París. El cantante Luis Eduardo Aute publicó en 1975 una de sus canciones más famosas sobre el fusilamiento llamada, Al alba. Se convirtió en todo un simbólico himno reivindicativo y de protesta en concreto con las últimas ejecuciones de la dictadura. Un año después, miembros del parapolicial y ultraderechista Guerrilleros de Cristo Rey al grito de «Viva Cristo Rey» asesinarían con dos tiros por la espalda al estudiante de 21 años Carlos González Martínez, que participaba en una manifestación en homenaje a los fusilados.
El 14 de septiembre, el FRAP asesina al peluquero del II Escuadrón de Caballería de la Policía Armada, Juan Ruiz Muñoz, en la Vía Favencia de Barcelona, y el 29 de septiembre matan, también en Barcelona, al policía Diego del Río Martín, que recibió cinco impactos de bala en el estómago y un sexto en la cabeza, y hieren gravemente a su compañero Enrique Camacho Jiménez.
El grupo terrorista GRAPO actuó por primera vez el 1 de octubre, asesinando en Madrid a cuatro policías como respuesta al fusilamiento del 27 de septiembre y durante la última manifestación pública de Franco como muestra de fuerza y reacción a las protestas hacia el régimen. En la madrileña plaza de Oriente, la manifestación preparada por el teniente coronel José Ignacio San Martín, se encuentra Francisco Franco, ya físicamente muy debilitado (sería su última actuación pública), acompañado y respaldado públicamente por el entonces príncipe Juan Carlos de Borbón, allí proclama:

Todo lo que en España y Europa se ha armao  [sic] obedece a una conspiración masónico-izquierdista, en contubernio con la subversión comunista-terrorista en lo social, que si a nosotros nos honra, a ellos les envilece.

El 20 de noviembre se comunicó oficialmente a la población la muerte del dictador. 
El 3 de marzo de 1976 se producen los sucesos de Vitoria, en una iglesia de la ciudad de Vitoria con miles de trabajadores reunidos en asamblea. La policía disolvió la reunión lanzando gases lacrimógenos y disparó con fuego real y pelotas de goma a las personas que salían de la iglesia. Murieron cinco personas y fueron heridas más de ciento cincuenta.
En septiembre, el PCE (m-l) sufrió una importante crisis, cuando una mayoría de sus militantes y algunos dirigentes decidieron abandonar el partido por estar en desacuerdo con las acciones armadas llevadas a cabo por el FRAP.

### El fin del FRAP
El FRAP, sometido a un fuerte acoso policial, con un discurso a favor de las acciones terroristas y con el rechazo a participar en cualquier tipo de pacto con otros grupos de oposición política como la Junta Democrática de España, desde 1973 fue perdiendo fuerza progresivamente, quedándose en un sector cada vez más marginal e inactivo desde el juicio de Burgos. Eso a pesar de la actividad cada vez mayor de otros grupos terroristas como el GRAPO, ETA o el asesinato por miembros de Fuerza Nueva de los abogados comunistas de Atocha. Y con el final de la dictadura, se opuso frontalmente a la reforma promovida por Adolfo Suárez y se excluyó del consenso alcanzado político durante la Transición tras la aprobación de una nueva Constitución y una ley de amnistía de presos políticos y delitos por motivos políticos o por funcionarios y agentes policiales en 1977.
El 30 de abril había unos cincuenta presos que habían sido excluidos de la amnistía, de los cuales había una mayoría de presos del FRAP -algunos detenidos en esas fechas- y de la anarquista Confederación Nacional del Trabajo (CNT). El 18 de octubre más de cien exmiembros del FRAP dieron a conocer en un comunicado coaciones y atentados por parte de la organización.
El PCE (m-l) junto a las apoyadas por este, el FRAP y la Convención Republicana de los Pueblos de España pidieron inscribirse en el registro de asociaciones políticas del Ministerio del Interior aunque fueron rechazadas y declaradas como ilegales. El PCE (m-l) terminó aprobando el abandono de la lucha revolucionaria como política y aprobó por mayoría la disolución del FRAP y el PCE (m-l) sería legalizado en 1981. Sería finalmente disuelto en 1992.

## Víctimas
Los asesinatos cometidos por miembros del FRAP son cinco policías y un guardia civil en Madrid y Barcelona. Todos tienen reconocido el estatus de víctimas del terrorismo.  A algunos se les ha reconocido la Gran Cruz a las víctimas del terrorismo.
| Fecha                    | Víctima                          | Cuerpo                                            | Gran Cruz Víctima del Terrorismo |
| ------------------------ | -------------------------------- | ------------------------------------------------- | -------------------------------- |
| 1 de mayo de 1973        | Juan Antonio Fernández Gutiérrez | Cuerpo de Policía Armada y de Tráfico (Madrid)    |                                  |
| 27 de septiembre de 1973 | Francisco Jesús Anguas Barragán  | Cuerpo de Policía Armada y de Tráfico (Barcelona) |                                  |
| 14 de julio de 1975      | Lucio Rodríguez Martín           | Cuerpo de Policía Armada y de Tráfico (Madrid)    | 1/12/2000                        |
| 16 de agosto de 1975     | Antonio Pose Rodríguez           | Guardia Civil (Madrid)                            |                                  |
| 14 de septiembre de 1975 | Juan Ruiz Muñoz                  | Cuerpo de Policía Armada y de Tráfico (Barcelona) | 2/6/2000                         |
| 29 de septiembre de 1975 | Diego del Río Martín             | Cuerpo de Policía Armada y de Tráfico (Barcelona) | 24/3/2000                        |